# Ophioceras dolichostomum
Ophioceras dolichostomum är en svampart som först beskrevs av Berk. & M.A. Curtis, och fick sitt nu gällande namn av Pier Andrea Saccardo 1883. Ophioceras dolichostomum ingår i släktet Ophioceras och familjen Magnaporthaceae.   Inga underarter finns listade i Catalogue of Life.